# Präsidentschaftswahl in Portugal 1976

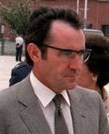
António Ramalho Eanes

Die Präsidentschaftswahl in Portugal 1976 fand am 27. Juni 1976 statt. Sie war die erste Wahl des Staatsoberhaupts nach der Nelkenrevolution vom 25. April 1974.

## Kandidaten
Zur Direktwahl standen General António Ramalho Eanes (parteilos, jedoch mit Unterstützung der Parteien der gemäßigten Linken und der Rechts-Mitte-Parteien), Otelo Saraiva de Carvalho (parteilos, ehemaliger Leiter der Militärbehörde COPCON), Pinheiro de Azevedo (parteilos, ehemaliger Ministerpräsident) sowie Octávio Pato (mit Unterstützung der PCP).
Ramalho Eanes war im Jahr zuvor Chef einer Einheit, die am 25. November 1975 eine linksradikale Fraktion im MFA entmachtete, die sich im Wesentlichen um den Hauptmann Otelo Saraiva de Carvalho gesammelt hatte. Er gewann die Wahl mit über 60 Prozent der gültigen Stimmen und erzielte dabei in allen Distrikten (mit Ausnahme des Distrikts Setúbal) sowie in den beiden autonomen Regionen die Stimmenmehrheit.

## Ergebnis
| Kandidaten                  | Kandidaten                        | Parteien                          | Stimmen   | %    |
| --------------------------- | --------------------------------- | --------------------------------- | --------- | ---- |
|                             | António Ramalho Eanes             | Parteilos (PS – PSD – CDS – PCTP) | 2.967.137 | 61,6 |
|                             | Otelo Saraiva de Carvalho         | Parteilos (UDP – MES – FSP – PRP) | 792.760   | 16,5 |
|                             | José Baptista Pinheiro de Azevedo | Parteilos                         | 692.147   | 14,4 |
|                             | Octávio Rodrigues Pato            | Partido Comunista Português       | 365.586   | 7,6  |
| Gesamt                      | Gesamt                            | Gesamt                            | 4.817.630 | 100  |
|                             |                                   |                                   |           |      |
| Leere Stimmzettel           | Leere Stimmzettel                 | Leere Stimmzettel                 | 20.253    | 0,4  |
| Ungültige Stimmzettel       | Ungültige Stimmzettel             | Ungültige Stimmzettel             | 43.242    | 0,9  |
| Wähler                      | Wähler                            | Wähler                            | 4.881.125 | 75,5 |
| Wahlberechtigte             | Wahlberechtigte                   | Wahlberechtigte                   | 6.467.480 |      |
|                             |                                   |                                   |           |      |
| Quelle: Diário da República |                                   |                                   |           |      |